# ماركو فيلومينو
ماركو فيلومينو (بالإيطالية: Marco Filomeno)‏ هو لاعب كرة قدم ومدرب كرة قدم سويسري وإيطالي، ولد في 8 يونيو 1965 في إيطاليا. لعب مع نادي سانت غالن ونادي شافهاوزن ونادي فينترتور.

## وصلات خارجية
- ماركو فيلومينو على موقع قاعدة بيانات كرة القدم.إي يو (الإنجليزية)
- ماركو فيلومينو على موقع عالم كرة القدم.نت (الإنجليزية)